# Samoa en la Copa Mundial de Rugby de 2015
La Selección de rugby de Samoa fue uno de los 20 participantes de la Copa Mundial de Rugby de 2015 que se realizó en Inglaterra.
Fue la séptima participación de los Manu Samoa en la Copa Mundial de Rugby.

## Plantel
Esta es la selección de 31 hombres samoanos para la Copa del Mundo de Rugby de 2015 realizada por el entrenador  Stephen Betham. Fa'atiga Lemalu se retiró debido a una lesión y fue sustituido por Faifili Levave. Y el pilier Census Johnston, ya retirado del rugby internacional, sustituyó al lesionado Logovi'i Mulipola.
| Posición       | Nombre                | Fecha de nacimiento       | Caps | Club               |
| -------------- | --------------------- | ------------------------- | ---- | ------------------ |
| hooker         | Ole Avei              | 13 de junio de 1983       | 24   | Bordeaux Bègles    |
| hooker         | Manu Leiataua         | 26 de diciembre de 1986   | 9    | Aurillac           |
| hooker         | Motu Matu'u           | 30 de abril de 1987       | 7    | Hurricanes         |
| pilier         | Viliamu Afatia        | 24 de mayo de 1990        | 15   | Agen               |
| pilier         | Jake Grey             | 17 de febrero de 1984     | 4    | SCOPA              |
| pilier         | Census Johnston       | 6 de mayo de 19871        | 52   | Toulouse           |
| pilier         | Anthony Perenise      | 18 de octubre de 1982     | 28   | Bristol            |
| pilier         | Zak Taulafo           | 29 de enero de 1983       | 40   | Stade Français     |
| segunda línea  | Filo Paulo            | 6 de noviembre de 1987    | 22   | Treviso            |
| segunda línea  | Joe Tekori            | 17 de diciembre de 1983   | 34   | Toulouse           |
| segunda línea  | Kane Thompson         | 9 de enero de 1982        | 33   | Newcastle Falcons  |
| ala            | Maurie Fa'asavalu     | 12 de enero de 1980       | 27   | Oyonnax            |
| ala            | Alafoti Faosiliva     | 28 de octubre de 1985     | 15   | Bath               |
| ala            | Jack Lam              | 18 de noviembre de 1987   | 19   | Bristol            |
| ala            | Faifili Levave        | 18 de septiembre de 19876 | 10   | Toyota Verblitz    |
| N.º 8          | Ofisa Treviranus (c.) | 31 de marzo de 1984       | 35   | London Irish       |
| N.º 8          | TJ Ioane              | 9 de mayo de 1989         | 8    | Sale               |
| N.º 8          | Vavae Tuilagi         | 15 de junio de 1988       | 7    | Carcassonne        |
| medio scrum    | Vavao Afemai          | 18 de febrero de 1992     | 8    | Vaiala             |
| medio scrum    | Kahn Fotuali'i        | 22 de mayo de 1982        | 28   | Northampton        |
| medio apertura | Patrick Fa’apale      | 5 de marzo de 1991        | 7    | Vaiala             |
| medio apertura | Tusi Pisi             | 18 de junio de 1982       | 25   | Suntory Sungoliath |
| medio apertura | Michael Stanley       | 29 de diciembre de 1989   | 8    | Sin club           |
| centro         | Rey Lee-Lo            | 20 de febrero de 1987     | 6    | Cardiff Blues      |
| centro         | Johnny Leota          | 21 de enero de 1984       | 20   | Sale               |
| centro         | Paul Perez            | 26 de julio de 1986       | 15   | Sharks             |
| centro         | George Pisi           | 29 de junio de 1986       | 19   | Northampton        |
| wing           | Fa'atoina Autagavaia  | 18 de septiembre de 1988  | 18   | Nevers             |
| wing           | Ken Pisi              | 24 de febrero de 1989     | 10   | Northampton        |
| wing           | Alesana Tuilagi       | 24 de febrero de 1981     | 37   | Newcastle          |
| zaguero        | Tim Nanai-Williams    | 12 de junio de 1989       | 5    | Ricoh Black Rams   |

## Partidos de preparación
- Samoa participó en la Pacific Nations Cup 2015 como preparación al torneo.

| 29 de agosto de 2015 | Barbarians FC | 27 - 24 | Samoa |  |  |

| 5 de septiembre de 2015 | Wasps RFC | 19 - 25 | Samoa |  |  |

## Participación

### Grupo B
| Posición | Selección      | Partidos | Partidos | Partidos  | Partidos | Tries a favor | Tantos  | Tantos    | Tantos     | Puntos extra | Puntos |
| Posición | Selección      | jugados  | ganados  | empatados | perdidos | Tries a favor | a favor | en contra | diferencia | Puntos extra | Puntos |
| -------- | -------------- | -------- | -------- | --------- | -------- | ------------- | ------- | --------- | ---------- | ------------ | ------ |
| 1        | Sudáfrica      | 4        | 3        | 0         | 1        | 23            | 176     | 56        | 120        | 4            | 16     |
| 2        | Escocia        | 4        | 3        | 0         | 1        | 14            | 136     | 93        | 40         | 2            | 14     |
| 3        | Japón          | 4        | 3        | 0         | 1        | 9             | 98      | 100       | -2         | 0            | 12     |
| 4        | Samoa          | 4        | 1        | 0         | 3        | 7             | 69      | 124       | -55        | 2            | 6      |
| 5        | Estados Unidos | 4        | 0        | 0         | 4        | 5             | 50      | 156       | -106       | 0            | 0      |

| 20 de septiembre de 2015 | Samoa                                                                                | 25 - 16 (14-8) | Estados Unidos                                          | Falmer Stadium, Brighton,                                           |                                                                     |
| 8:00                     | Tries: Nanai Williams 20' Treviranus 46' Penales: Pisi 8', 28', 39', 51' Stanley 70' | Reporte        | Tries: Wyles 34' Baumann 74' Penales: MacGinty 31', 53' | Asistencia: 29.178 espectadores Árbitro(s): George Clancy (Irlanda) | Asistencia: 29.178 espectadores Árbitro(s): George Clancy (Irlanda) |

| 26 de septiembre de 2015 | Sudáfrica | 46 - 6 (17-6) | Samoa                    | Villa Park, Birmingham,                                               |                                                                       |
| 12:45                    | Tries: Pietersen 15', 47'c, 78' Burger 58' Brits 71' Habana 80'c Conversiones: Pollard (1/4) Lambie 80' Penales: Pollard 2', 19', 24', 39' | Reporte       | Penales: Stanley 9', 12' | Asistencia: 39.526 espectadores Árbitro(s): Wayne Barnes (Inglaterra) | Asistencia: 39.526 espectadores Árbitro(s): Wayne Barnes (Inglaterra) |

| 3 de octubre de 2015 | Samoa            | 5 - 26 (0-20) | Japón | Stadium MK, Milton Keynes,                                            |                                                                       |
| 10:30                | Tries: Perez 64' | Reporte       | Tries: Ensayo de castigo 24'c Yamada 41'c Conversiones: Goromaru (2/2) Penales: Goromaru 8', 34', 48', 59' | Asistencia: 29 019 espectadores Árbitro(s): Craig Joubert (Sudáfrica) | Asistencia: 29 019 espectadores Árbitro(s): Craig Joubert (Sudáfrica) |

| 10 de octubre de 2015 | Samoa | 33 - 36 (26-23) | Escocia | St James' Park, Newcastle,                                          |                                                                     |
| 10:30                 | Tries: Pisi 11'c Leiataua 14' Lee-Lo 21' Matu'u 78'c Conversiones: Pisi (1/3) Faapale (1/1) Penales: Pisi 5', 29', 38' | Reporte         | Tries: Seymour 12'c Hardle 32'c Laidlaw 74' Conversiones: Laidlaw (3/3) Penales: Laidlaw 9', 20', 25', 51', 53' | Asistencia: 51 982 espectadores Árbitro(s): Jaco Peyper (Sudáfrica) | Asistencia: 51 982 espectadores Árbitro(s): Jaco Peyper (Sudáfrica) |